# Ordinariato pessoal para anglicanos
Um ordinariato pessoal para anglicanos é uma estrutura canónica da Igreja Católica Romana destinada ao acolhimento de ex-anglicanos convertidos ao catolicismo que queriam manter a sua identidade e um certo grau de autonomia em relação aos bispos diocesanos. A sua criação tinha também por objectivo integrar estes ex-anglicanos "de forma a manter vivas no interior da Igreja Católica as tradições espirituais, litúrgicas e pastorais da Comunhão Anglicana, como dom precioso para alimentar a fé dos seus membros e riqueza a partilhar", desde que estas tradições fossem aprovadas pela Santa Sé. A sua natureza está descrita com maior precisão na Constituição Apostólica Anglicanorum Coetibus, de 4 de Novembro de 2009 e nas normas complementares da mesma data.
Embora com as suas especificidades próprias, estes ordinariatos pessoais pertencem canonicamente à Igreja Católica Latina, uma das 24 Igrejas autónomas sui iuris da Igreja Católica Romana.

## Antecedentes
A Constituição Apostólica Anglicanorum Coetibus é a resposta do Vaticano para as preocupações e pedidos vindos de dentro da Igreja Católica Romana, particularmente das paróquias de Uso Anglicano; das Igrejas anglicanas que estão fora da Comunhão Anglicana, especialmente a Comunhão Anglicana Tradicional; e dos sectores anglo-católicos dentro da Comunhão Anglicana (nomeadamente do movimento Forward in Faith).
O que pode ter trazido o assunto à tona foi o pedido formal que, em Outubro de 2007, a Comunhão Anglicana Tradicional (CAT) apresentou à Santa Sé, para uma união plena na forma corporativa (ou seja, como uma identidade jurídica, e não apenas como indivíduos) com a Igreja Católica Romana. Este agrupamento mundial, sob um único primaz, de Igrejas de tradição anglicana, mas fora da comunhão com o Arcebispo de Canterbury, foi fundada em 1991. A CAT separou-se do resto da Comunhão Anglicana porque ela tinha uma opinião diferente em diversas questões divergentes, nomeadamente a ordenação sacerdotal de mulheres, as revisões litúrgicas, a liberalização de certos aspectos da moral, a homossexualidade e a importância da Tradição. Nestas questões, a CAT defendia posições semelhantes às da Igreja Católica Romana. Em resposta, no dia 5 de Julho de 2008, o Cardeal William Levada deu uma garantia escrita de que a Congregação para a Doutrina da Fé ia dar uma atenção séria à perspectiva de "unidade corporativa" suscitada no pedido de adesão do CAT.
As paróquias católicas romanas de Uso Anglicano já existiam desde o início de 1980, em conformidade com a Provisão Pastoral emitida pelo Papa João Paulo II, a pedido da Conferência episcopal dos Estados Unidos da América. Esta provisão permitia a criação de paróquias que celebram a liturgia segundo a tradição anglicana e que eram servidas por clérigos casados. Estes sacerdotes eram antigos padres anglicanos que, ao converterem-se ao catolicismo, foram ordenados na Igreja Católica Romana. Mas, ao contrário dos ordinariatos pessoais, os católicos romanos de Uso Anglicano são sujeitos ao governo dos bispos diocesanos.

## Natureza dos ordinariatos
Os ordinariatos pessoais "são erigidos pela Congregação para a Doutrina da Fé dentro dos confins territoriais de uma determinada Conferência Episcopal, depois de ter consultado a própria Conferência". Os ordinariatos têm uma "personalidade jurídica pública" e são "juridicamente assimilados a uma diocese", sendo constituídos por "fiéis leigos, clérigos e membros de Institutos de Vida Consagrada ou de Sociedades de Vida Apostólica, originariamente pertencentes à Comunhão Anglicana e agora em plena comunhão com a Igreja Católica, ou que recebem os Sacramentos da Iniciação na jurisdição do próprio Ordinariato".
Em relação à liturgia, o "Ordinariato tem a faculdade de celebrar a Eucaristia e os outros Sacramentos, a Liturgia das Horas e as outras acções litúrgicas segundo os livros litúrgicos próprios da tradição anglicana aprovados pela Santa Sé, de forma a manter vivas no interior da Igreja Católica as tradições espirituais, litúrgicas e pastorais da Comunhão Anglicana, como dom precioso para alimentar a fé dos seus membros e riqueza a partilhar". Mas, além da tradição anglicana, os ordinariatos podem e devem celebrar "as celebrações litúrgicas segundo o Rito Romano".
"Um Ordinariato Pessoal é confiado ao cuidado pastoral de um Ordinário nomeado pelo Romano Pontífice", que "pode ser um bispo ou um presbítero" seleccionado "com base num terno [de nomes] apresentado pelo Conselho de governo" do respectivo ordinariato. O Ordinário, que "é membro da respectiva Conferência Episcopal", "deve manter estreitos vínculos de comunhão com o Bispo da Diocese na qual o Ordinariato está presente para coordenar a sua acção pastoral com o plano pastoral da Diocese".
O Ordinário, "depois de ter ouvido o parecer do Bispo diocesano do lugar, pode, com o consentimento da Santa Sé, erigir paróquias pessoais". Ele "deve ir de cinco em cinco anos a Roma para a visita ad limina Apostolorum e através da Congregação para a Doutrina da Fé, em relação também com a Congregação para os Bispos e a Congregação para a Evangelização dos Povos, deve apresentar ao Romano Pontífice um relatório sobre o estado do Ordinariato".

### Institutos religiosos anglicanos
A Constituição Apostólica fornece um enquadramento jurídico dentro do qual as comunidades religiosas anglicanas podem aderir à Igreja Católica Romana como um grupo próprio: os "Institutos de Vida Consagrada provenientes do Anglicanismo e agora em plena comunhão com a Igreja Católica por mútuo consentimento podem ser submetidos à jurisdição do Ordinário".

### Ex-clérigos anglicanos casados e regras sobre o celibato
Devido à bula papal Apostolicae Curae (1896), a Igreja Católica Romana, como não reconhece a validade das ordenações na Comunhão Anglicana, requer que os clérigos anglicanos, casados ou solteiros, que desejam servir como sacerdotes na Igreja Católica, se ordenem outra vez sacerdote na Igreja Católica Romana: "todos aqueles que exerceram o ministério de diáconos, presbíteros ou bispos anglicanos [...] podem ser aceites pelo Ordinariato como candidatos às Ordens Sagradas na Igreja Católica".
Tendo também "em consideração a tradição e experiência eclesial anglicana", e com base nas "necessidades do Ordinariato" e em critérios objectivos estabelecidos pelo Ordinário em consulta com as conferências episcopais e aprovados pela Santa Sé, o Ordinário pode também "dirigir petição ao Romano Pontífice, em derrogação ao cân. 277, 1, de admitir caso por caso à Ordem Sagrada do presbiterado também homens casados". Mas, a regra geral é que o ordinariato admita apenas homens celibatários, por causa da "disciplina sobre o celibato clerical na Igreja Latina".

### Normas para ex-bispos anglicanos
Nenhum homem casado pode ser ordenado bispo, mas esta regra da tradição católica indica que um Ordinariato correspondente a uma ex-diocese anglicana poderia continuar a ser liderada pelo mesmo ex-bispo anglicano casado, mas não como um bispo católico romano, mas sim apenas como um presbítero (ou padre).  Como líder do novo ordinariato, ele é um membro pleno da Conferência Episcopal, independentemente do grau da Ordem à qual ele é ordenado.
Qualquer ex-bispo anglicano "que pertence ao Ordinariato pode ser convidado para participar nos encontros da Conferência dos Bispos do respectivo território, do mesmo modo que um bispo-emérito". Um ex-bispo anglicano "que pertence ao Ordinariato e que não foi ordenado bispo na Igreja Católica" (o quer quer dizer que ele, na maior parte dos casos, é casado), "pode pedir à Santa Sé a autorização para usar as insígnias episcopais".

### Diferenças com as Igrejas Orientais Católicas
Embora os ordinariatos pessoais possam preservar os elementos da sua herança anglicana, eles não constituem uma Igreja autónoma sui iuris, porque eles são canonicamente pertencentes à Igreja Latina e, portanto, são diferentes das Igrejas Orientais Católicas, que são Igrejas autónomas sui ìuris.
Enquanto que os homens casados só podem ser excepcionalmente ordenados sacerdotes nos ordinariatos pessoais (cada caso precisa de ser analisado pela Santa Sé como excepção à regra disciplinar da Igreja Latina), as Igrejas orientais podem ordenar livremente homens já casados para o sacerdócio, não precisando de nenhuma autorização expressa da Santa Sé.

## Aceitação por grupos anglicanos
Após a publicação da Constituição Apostólica Anglicanorum Coetibus, muitos grupos anglicanos pediram à Congregação para a Doutrina da Fé para serem transformados em ordinariatos pessoais:
- No dia 3 de Março de 2010, em Orlando, Flórida, os oito membros da Câmara dos Bispos da Igreja Anglicana nos Estados Unidos (um ramo da Comunhão Anglicana Tradicional) votaram por unanimidade para se tornarem parte da Igreja Católica Romana, juntamente com 3000 fiéis em 120 paróquias de quatro dioceses norte-americanas.[23] Na sequência da votação, estes bispos anglicanos e as paróquias de Uso Anglicano enviaram uma petição conjunta à Congregação para a Doutrina da Fé, solicitando a criação de um ordinariato pessoal nos Estados Unidos da América. Nesta petição, eles fizeram algumas sugestões sobre como isso pode ser feito.[24]
- No dia 12 de Março de 2010, a Igreja Católica Anglicana do Canadá (um outro ramo da Comunhão Anglicana Tradicional) solicitou formalmente a instituição de um ordinariato pessoal no Canadá.[25]
- A Igreja Anglicana Católica na Austrália (uma província eclesiástica da Comunhão Anglicana Tradicional), juntamente com a Forward in Faith na Austrália (um movimento que reúne anglo-católicos que estão na Comunhão Anglicana), solicitaram em conjunto a criação de um ordinariato pessoal na Austrália.[26]
- A Igreja do Estreito de Torres, outra província eclesiástica da Comunhão Anglicana Tradicional na Austrália que cobre o Queensland Setentrional e o Estreito de Torres, também pediu para ser um ordinariato pessoal separado.[27]
- A Igreja Anglicana Tradicional (a província eclesiástica da Comunhão Anglicana Tradicional que cobre a Inglaterra, a Escócia e o País de Gales), também pediu para ser um ordinariato pessoal.[28]

## Ordinariato PessoalOur Lady of Walsingham

Ordinariatus Personalis Nostrae Dominae Walsinghamensis

De acordo com a Constituição Apostólica Anglicanorum Coetibus, do Papa Bento XVI, e após cuidadosa e estudada consulta à Conferência Episcopal da Inglaterra e País de Gales, a Congregação para a Doutrina da Fé erigiu a 15 de janeiro de 2011 o primeiro ordinariato. O Decreto de Ereção especifica o nome de Personal Ordinariate of Our Lady of Walsingham (Ordinariato Pessoal de Nossa Senhora de Walsingham) e o coloca sob a proteção do São John Henry Newman, que foi um cardeal convertido ao catolicismo, um grande expoente do Movimento de Oxford, beatificado por Bento XVI em sua visita à Inglaterra no final de 2010 e canonizado pelo papa Francisco em 13 de outubro de 2019.
No mesmo dia, Bento XVI nomeou o Pe. Keith Newton primeiro Ordinário. Aos 17 de março do mesmo ano, o ordinário foi elevado a Monsenhor Protonotário Apostólico e os demais membros do Conselho de governo, os presbíteros John Broadhurst e Andrew Burnham, a Monsenhores prelados de honra. Somente o Ordinário recebeu o privilégio previsto para ex-bispos anglicanos de usar as insígnias episcopais, como mitra, báculo, cruz peitoral etc.
Recebida na Igreja Católica Romana na mesma Missa Crismal que os três supracitados padres e suas respectivas esposas, a Society of Saint Margaret in Walsingham (Sociedade de Santa Margarida em Walsingham) é a primeira Comunidade de Vida Religiosa do Ordinariato. Fundada pelo ministro anglicano John Mason Neale, a Sociedade teve seu carisma fortemente marcado pelo Movimento de Oxford. Sua espiritualidade, conforme o site oficial do ordinariato, é de "adoração diária, vida comunitária e recitação do Ofício Divino em coro, além da devoção ao Santo Nome de Jesus [cuja festa litúrgica se celebra no dia 2 de janeiro)] e serviço ao necessitado, em especial, os peregrinos da jornada espiritual em busca do Senhor".
Em matéria de 28 de dezembro de 2011, o periódico The Daily Telegraph afirma que só no primeiro ano, 60 clérigos e cerca de mil fiéis leigos entraram na Igreja Católica Romana através do Ordinariato Nossa Senhora de Walsingham; e mais 20 clérigos e 200 leigos são esperados para o ano de 2012.

## Ordinariato Pessoalthe Chair of Saint Peter

Ordinariatus Personalis Cathedrae Sancti Petri

Na Solenidade de Santa Maria, Mãe de Deus do Ano do Senhor de 2012, o Papa Bento XVI erigiu o segundo ordinariato pessoal para ex-anglicanos em todo o orbe católico romano e primeiro dos Estados Unidos da América, país que fora beneficiado com a Provisão Pastoral de São João Paulo II. Seu nome, Personal Ordinariate of the Chair of Saint Peter (Ordinariato Pessoal da Cátedra de São Pedro), faz não sutil referência ao Primado Petrino. No mesmo ato de ereção, Sua Santidade nomeu o Padre Jeffrey Steenson primeiro ordinário e estabeleceu Nossa Senhora de Walsingham como padroeira, o que associa também simbolicamente o Ordinariato americano a seu congênere britânico.
Diferente do Ordinariato inglês, o estadunidense já nasce incipientemente estruturado, constando de:
- Vigário Geral -- ou Cônego do Ordinário (em inglês, Canon to Ordinary), segundo a terminologia anglicana --, o monsenhor Scott Hurd. Anteriormente incardinado na Arquidiocese de Washington, também ele exerceu o ministério anglicano antes da conversão;
- Igreja Catedral, a qual seja, Santuário de Nossa Senhora de Walsingham (Church and Shrine of Our Lady of Walsingham) em Houston no Texas, onde funcionará também a Cúria do Ordinariato;
- Paróquias Pessoais de Uso Anglicano. Estabelecidades desde 1980, as sete paróquias erigidas nos estados americanos de Massachusetts, Pensilvania, Missouri e Texas[33] serão transferidas juridicamente das dioceses em que estão para o Ordinariato; e
- Uso litúrgico já aprovado pela Santa Sé, o Uso Anglicano do Rito Latino.

Originalmente, seu território era o mesmo da Conferência dos Bispos Católicos dos Estados Unidos. No entanto, foi anunciado em 7 de dezembro de 2012 que a Santa Sé, após consultar a Conferência Canadense dos Bispos Católicos, havia estendido seu território para incluir o Canadá. Assim, o chefe do ordinariato é membro pleno de ambas as conferências episcopais.

## Ordinariato PessoalOur Lady of the Southern Cross

Ordinariatus Personalis Dominae Nostrae Crucis Australis

No final de novembro de 2010, Peter Elliott, bispo auxiliar em Melbourne, Austrália, disse que os bispos australianos pretendiam seguir o exemplo da Inglaterra e do País de Gales para que um ordinariato inicialmente "muito pequeno" pudesse ser estabelecido naquele país, com igrejas específicas designadas para seu uso, até Pentecostes de 2011. Antigo leigo anglicano, Elliott é designado delegado da Congregação para a Doutrina da Fé e ligação com a Conferência dos Bispos Católicos Australianos. Ele esperava que, uma vez estabelecido, o ordinariato australiano proposto atrairia "um número muito maior de pessoas". Um comitê de implementação do ordinariato australiano foi formado em meados de dezembro de 2010.
Em uma discussão de rádio em 20 de fevereiro de 2011, Hepworth, Arcebispo da Igreja Anglicana da Austrália, disse que cerca de 800 pessoas de sua própria igreja estavam comprometidas em ingressar em um ordinariato e que ele acreditava que, uma vez implementado, cresceria fortemente. A possibilidade de adesão da Igreja do Estreito de Torres (cerca de 9.000 pessoas) também foi discutida no programa de rádio.
Uma conferência e sínodo da Igreja do Estreito de Torres, realizada de 3 a 5 de junho de 2011, decidiu por unanimidade aceitar a ideia de a Igreja se tornar um ordinariato católico romano e estabelecer uma data-alvo do Primeiro Domingo do Advento em 2011 para sua implementação após a primeira descobrir quantos de seus membros desejam ingressar no ordinariato.
No dia 11 de junho de 2011, Elliott disse que o ordinariato australiano deveria ser estabelecido em 2012. Ele também confirmou que a petição da Igreja do Estreito de Torres havia sido enviada a Roma.
No entanto, Hepworth, um ex-padre católico romano que foi casado duas vezes, não poderia ser ordenado bispo do ordinariato proposto. Uma declaração emitida pelo Colégio dos Bispos da Comunhão Anglina Tradicional após uma reunião em Joanesburgo em março de 2012 afirmou que o órgão havia votado para permanecer anglicano, apesar dos esforços de Hepworth. Hepworth veio a falecer em 1º de dezembro de 2021, vítima de uma doença do neurônio motor, sendo readmitido pela Igreja Católica Romana 2 dias antes, sendo ordenado sacerdote.
Conforme anunciado pela Conferência dos Bispos Católicos Australianos em 11 de maio de 2012, a Congregação para a Doutrina da Fé estabeleceu o Ordinariato Pessoal de Nossa Senhora do Cruzeiro do Sul em 15 de junho de 2012. Harry Entwistle, de 72 anos, que tinha sido o bispo Regional Ocidental (baseado em Perth, Austrália Ocidental) da Igreja Católica Anglicana na Austrália foi nomeado o primeiro ordinário e foi ordenado sacerdote na Igreja Católica Romana no mesmo dia.
Desde a sua criação, o ordinariato cresceu para incluir doze congregações australianas em Queensland, Victoria, Austrália Ocidental, Austrália do Sul e Nova Gales do Sul. Em fevereiro de 2015, uma congregação da Igreja Anglicana Tradicional do Japão foi recebida como a Comunidade Ordinariada de Santo Agostinho de Cantuária, a primeira comunidade ordinariada na Ásia. Outra comunidade em Mihara, Hiroshima juntou-se desde então. O Ordinariato também mantém uma Capela em uma escola católica em Guam.